# Wybory parlamentarne na Tonga w 1978 roku
Wybory parlamentarne na Tonga w 1978 odbyły się 14 kwietnia. Wybierano 7 przedstawicieli ludu i 7 przedstawicieli szlachty do 23-osobowego Zgromadzenia Ustawodawczego na trzyletnią kadencję.
Prawo do głosowania na przedstawicieli ludu mieli wszyscy obywatele Tonga mający ukończone 21 lat, piśmienni i (w przypadku mężczyzn) nienależący do szlachty i płacący podatki.
Oprócz przedstawicieli ludu i szlachty w Zgromadzeniu Ustawodawczym zasiadał z urzędu król i Tajna Rada, złożona z sześciu ministrów i dwóch gubernatorów.
Wśród wybranych w 1978 dziewięciorga przedstawicieli ludu znalazła się jedna kobieta, Papiloa Foliaki. Była to druga w historii Tonga kobieta zasiadająca w parlamencie.

## Źródło
- Historical Archive of Parliamentary Election Results [1978]. Inter-Parliamentary Union. [dostęp 2016-08-04]. (ang.).